# Kalevankangas

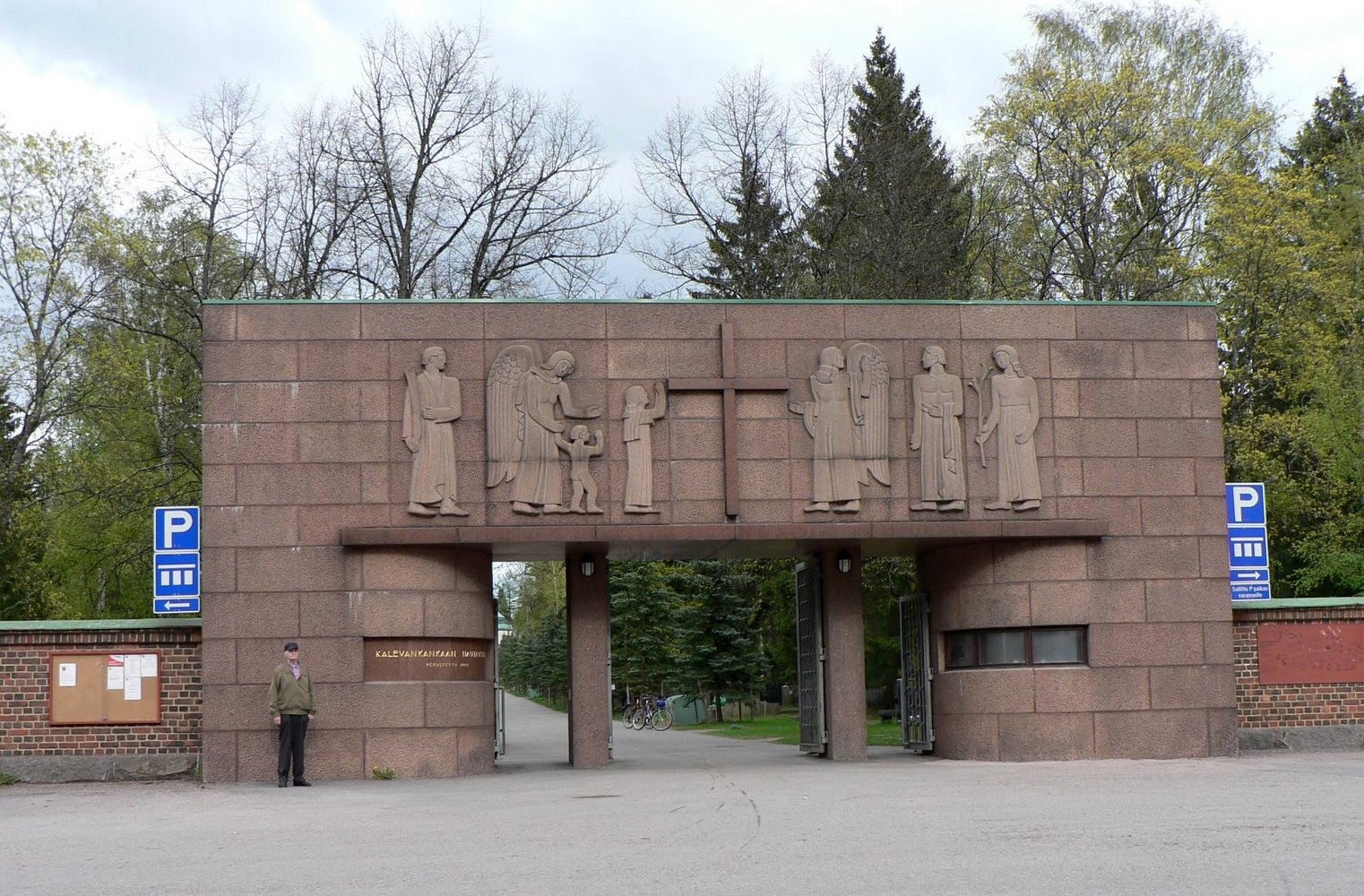
Entré till Kalevankangas begravningsplats.

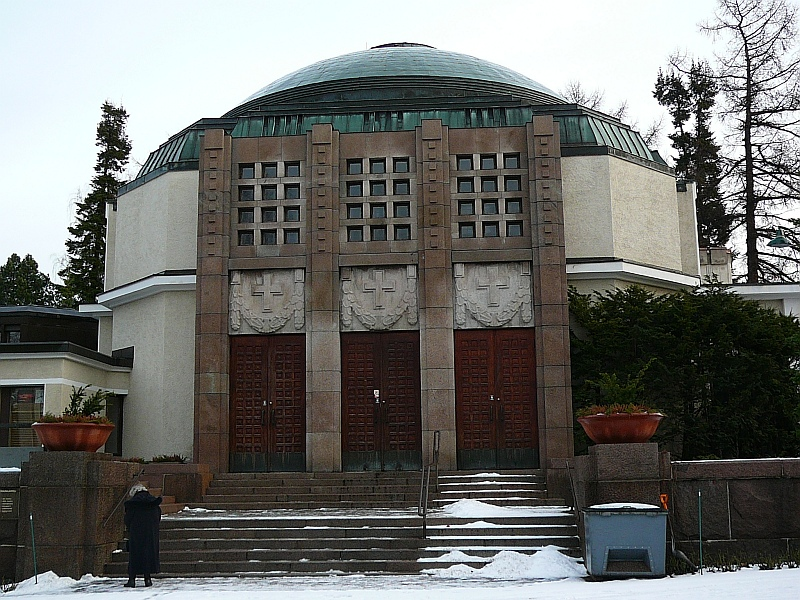
Kapellet, invigt 1912.

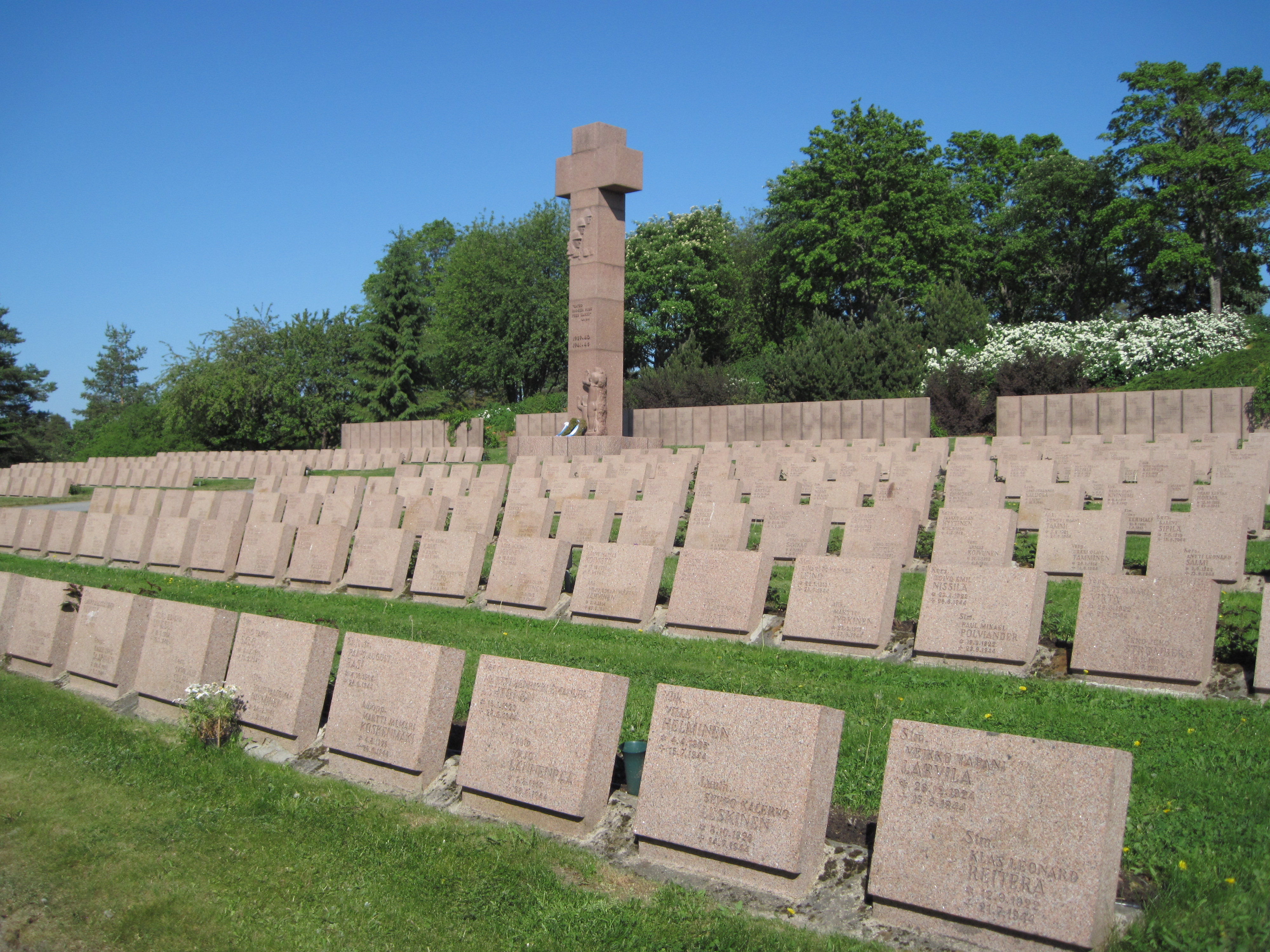
Hjältegravarna.

Kalevankangas är en ås som ligger öster om Tammerkoski i östra Tammerfors. Det utgör fortsättningen på naturformationen Pynikeåsen. 
Här ägde hårda strider rum under finska inbördeskriget 1918.

## Begravningsplatsen
På Kalevankangas återfinns också Tammerfors största begravningsplats som grundades år 1880. Vid huvudentrén återfinns ett monument till Svenska brigadens minne. Kapellet, som är ritat av arkitekterna Wäinö Palmqvist och Einar Sjöström vigdes in år 1912. Som tillbyggnad byggdes år 1967 ett krematorium och år 1984 ett nytt kapellutrymme, så kallade Lilla kapellet.

### Specialiteter
- Minnesmärket för åtta ungdomar som drunknat på Näsijärvi år 1881
- Minnesmärket för de vita stupade i finska inbördeskriget (Evert Porila, 1921)
- Minnesmärket för de röda stupade i finska inbördeskriget (Jussi Hietanen, 1941)
- Minnesmärket för offren i bioteatern Imatras brand (Veikko Kallio, 1928)
- Minnesmärket för offren i ångfartyget Kurus olycka den 7 september 1929 (Kirsti Liimatainen, 1930)
- Hjältegraven för de stupade i vinter- och fortsättningskriget 1939-1944
- Minnesmärket för de avlidna som begravts i Karelen (1955)

### Kända personer begravda
- Emil Aaltonen, industriman
- Osmo Alaja, biskop för St. Michels stift 1959-1978
- Georgij Bulatsel, rysk överstelöjtnant
- Frans Ludvig Calonius, arkitekt
- Gabriel Engberg, konstnär
- Jaakko Gummerus, teolog, första biskopen för Tammerfors stift
- Rafael Haarla, industriman
- Väinö Hakkila, ämbetsman och politiker
- Aatto Koivunen, ledare för de röda i stadsdelen Pispala under inbördeskriget
- Paavo Kortekangas, biskop
- Juice Leskinen, musiker och författare
- Väinö Linna, författare
- Wivi Lönn, arkitekt
- Eeva-Liisa Manner, författare
- Markku Peltola, skådespelare (i minneslund på Norra urnområdet)
- Mirkka Rekola, författare
- Julius Saaristo, friidrottare
- Hugo Salmela, överbefälhavare för det röda gardet (i de rödas kollektivgrav)
- Georg Schreck, arkitekt
- Veikko Sinisalo, skådespelare
- Bertel Strömmer, arkitekt
- Arvo Tuominen, politiker och tidningsman
- Kauno Turkka, officer, Mannerheimriddare nr 126 (på hjältegravsområdet)
- Vilho Tuulos, friidrottare
- Ida Vihuri, politiker
- Hans Wind, stridsflygare, duppelt promoverad Mannerheimriddare